# João I, Conde da Holanda

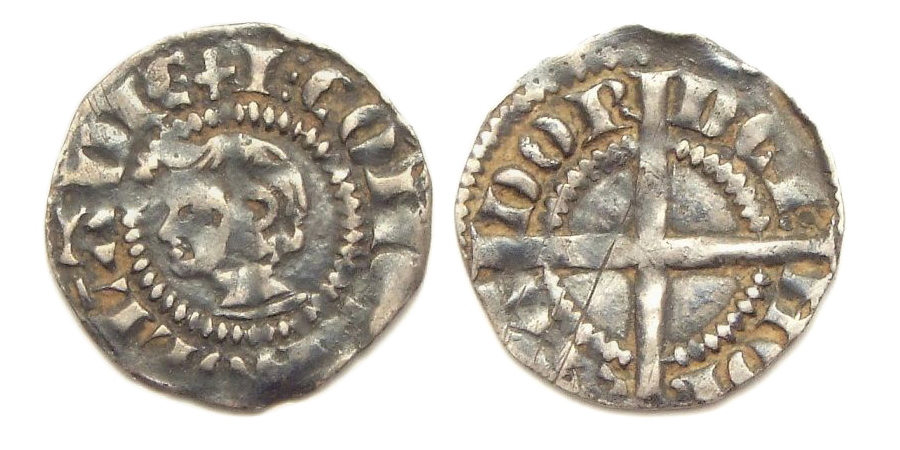
Moeda proveniente do Condado da Holanda, com o retrato de João I.

João I (1284 – 10 de novembro de 1299) foi Conde da Holanda como filho de Florêncio V e Beatriz da Flandres. Herdou o condado após o assassinato do pai em 1296.  Foi o último membro da sua casa a governar e também o último conde independente, isto é, de uma dinastia de origem holandesa.
Após o seu nascimento, foi negociado o seu casamento com Isabel de Rhuddlan, filha de Eduardo I de Inglaterra e Leonor de Castela. João e Isabel foram prometidos em abril de 1285. O jovem João acabou por ser enviado para Inglaterra para ser educado na corte de Eduardo, seu futuro sogro. Em 1296 (quando João contava já com doze anos), Eduardo convidou alguns nobres holandeses que simpatizavam com Inglaterra, de entre eles, João III, Senhor de Renesse, e Volferto I de Borselen. A 7 de janeiro de 1297, em Ipswich, João casava com Isabel, a sua prometida. Pouco após foi-lhe permitido regressar à Holanda, embora prometendo atender ao conselho de Renesse e Borselen. Ao contrário do que se esperava, Isabel não acompanhou de imediato o seu marido. Passado o Natal de 1297 com alguns familiares em Gante e algum atraso, Isabel acabou por se encontrar com o marido em 1298.

## O governo dominado por regentes e morte
Renesse governou como regente de 1296 a 30 de abril de 1297, quando foi substituído por Borselen, que regeria até ao décimo quinto aniversário do jovem João em 1299. Borselen atuou de forma neutral perante a Flandres e Inglaterra. Porém, apesar da sua política externa de paz, no que diz respeito ao governo interno já não era assim. Entrou em conflito com a cidade de Dordrecht e lá foi morto a 30 de agosto de 1299. O conde João II de Hainaut da Casa de Avesnes tomou a regência do condado da Holanda, porém apenas por alguns meses, visto que João I viria a falecer a 10 de novembro de 1299, em Haarlem, com apenas quinze anos. A sua morte, segundo fontes, foi consequência de uma disenteria, mas  há suspeitas de que foi assassinado. Três anos após a sua morte, em 1302, a jovem viúva, Isabel, casou novamente com Hunifredo de Bohun, 4ºConde de Hereford.

## O fim da independência holandesa
Com a morte de João I sem descendentes, e com todos os seus irmãos mortos, o trono passou para os descendentes de Adelaide da Holanda, sua tia-avó, que governavam no Condado de Hainaut, e pertenciam à Casa de Avesnes. Por coincidência, o chefe da família e seu sucessor na Holanda era João, que havia sido o seu último regente. Desta forma, a Holanda formou uma união pessoal com o Condado de Hainaut, até 1436, quando passaram ambos para o domínio do Ducado de Borgonha.